# Magnetron (oven)

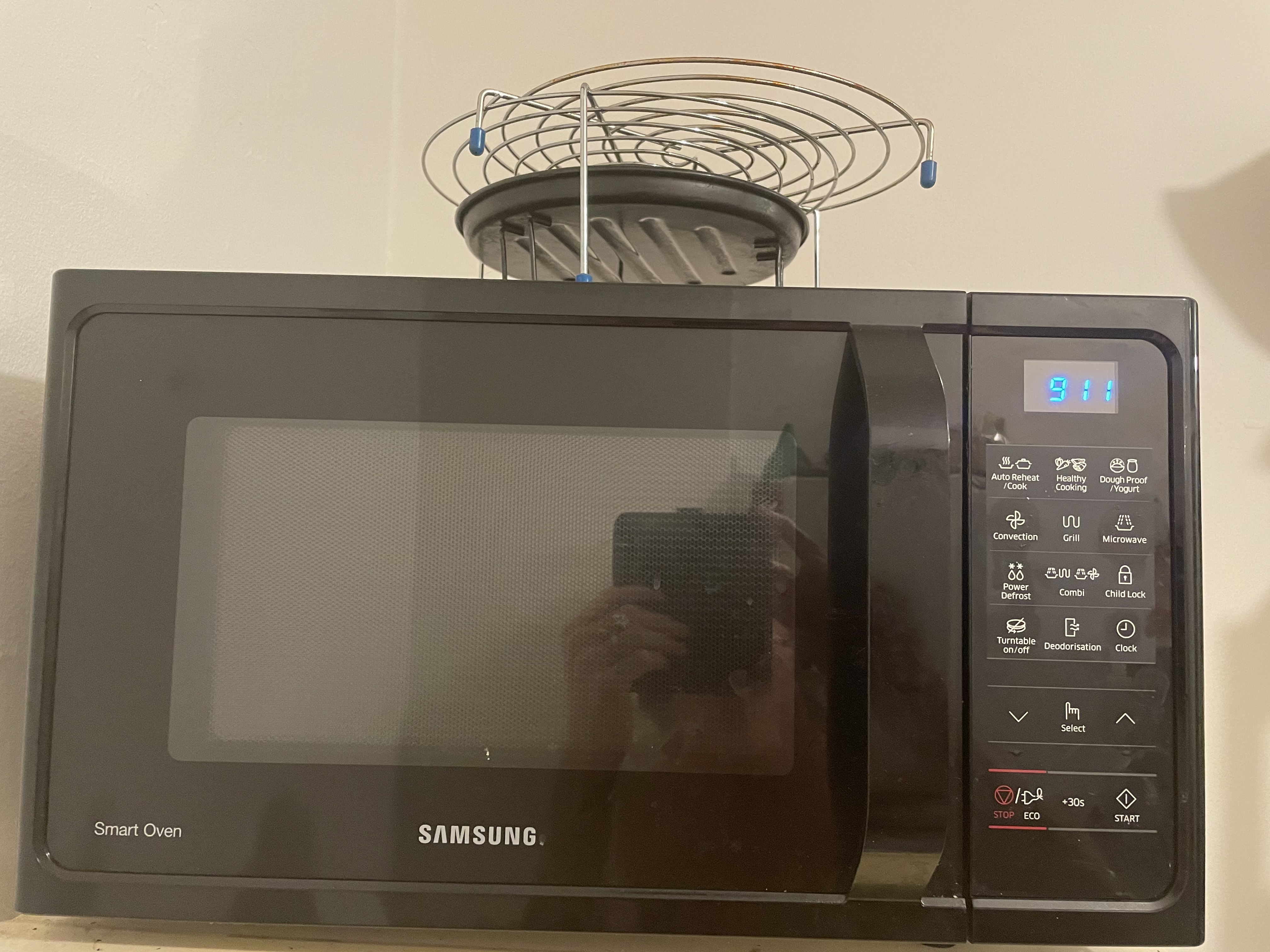
Combimagnetron, 2021

Een magnetron(oven) – of in het Belgisch-Nederlands: microgolf(oven) – is een soort oven waarin voedsel met microgolfstraling verwarmd of gekookt kan worden. Sinds de jaren 1960 zijn magnetrons beschikbaar voor gebruik in de keuken. Ook bestaan er combimagnetrons, magnetrons die ook als oven en/of grill gebruikt kunnen worden.
Diepvriesgerechten zijn vaak voorbereid om in de magnetron te ontdooien en de laatste garing te krijgen.

## Naam
In Nederland wordt het apparaat magnetron genoemd en in Vlaanderen meestal microgolfoven of kortweg microgolf of micro. Magnetron verwijst naar de interne component die de microgolfstraling opwekt, het magnetron. Microgolf daarentegen is gebaseerd op de werking van de oven met microgolven.

## Geschiedenis
De mogelijkheid om met behulp van microgolven voedsel te verwarmen werd gedurende de jaren 1940 ontdekt door Percy Spencer, die bij Raytheon werkte en magnetrons bouwde voor radars. Spencer bedacht een nieuwe techniek om microgolfradars te ontwikkelen voor betere radarsystemen om het bombarderen van Londen te beperken. Op een dag merkte hij, terwijl hij voor een microgolfsysteem stond, dat een chocoladereep die hij in zijn zak had zitten was gesmolten. Spencer had al vele uitvindingen gedaan en had 120 octrooien op zijn naam staan.
Het eerste voedsel dat vervolgens met behulp van microgolven bereid werd, was popcorn. Het tweede was een ei, dat echter in het gezicht van een van de proefnemers explodeerde.
In 1945 vroeg Raytheon een patent aan op het koken met microgolven en in 1947 bouwde het bedrijf de eerste commerciële magnetronoven, de Radarange. Het apparaat was bijna 1,8 meter hoog en woog 340 kilogram. Met waterkoeling kon het 3000 watt leveren, ongeveer drie keer zoveel als de latere magnetrons.

## Werking

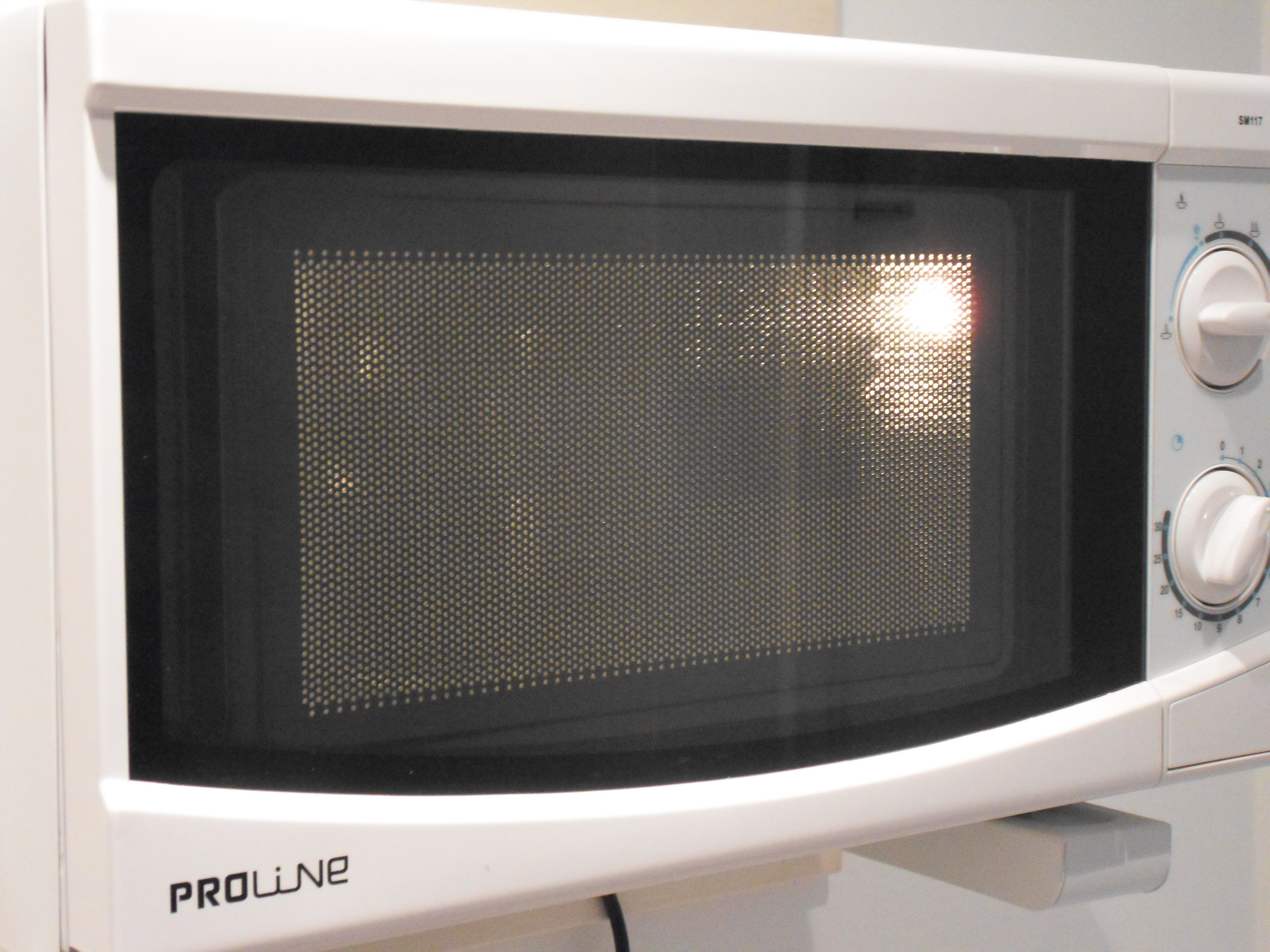
Een magnetron in werking

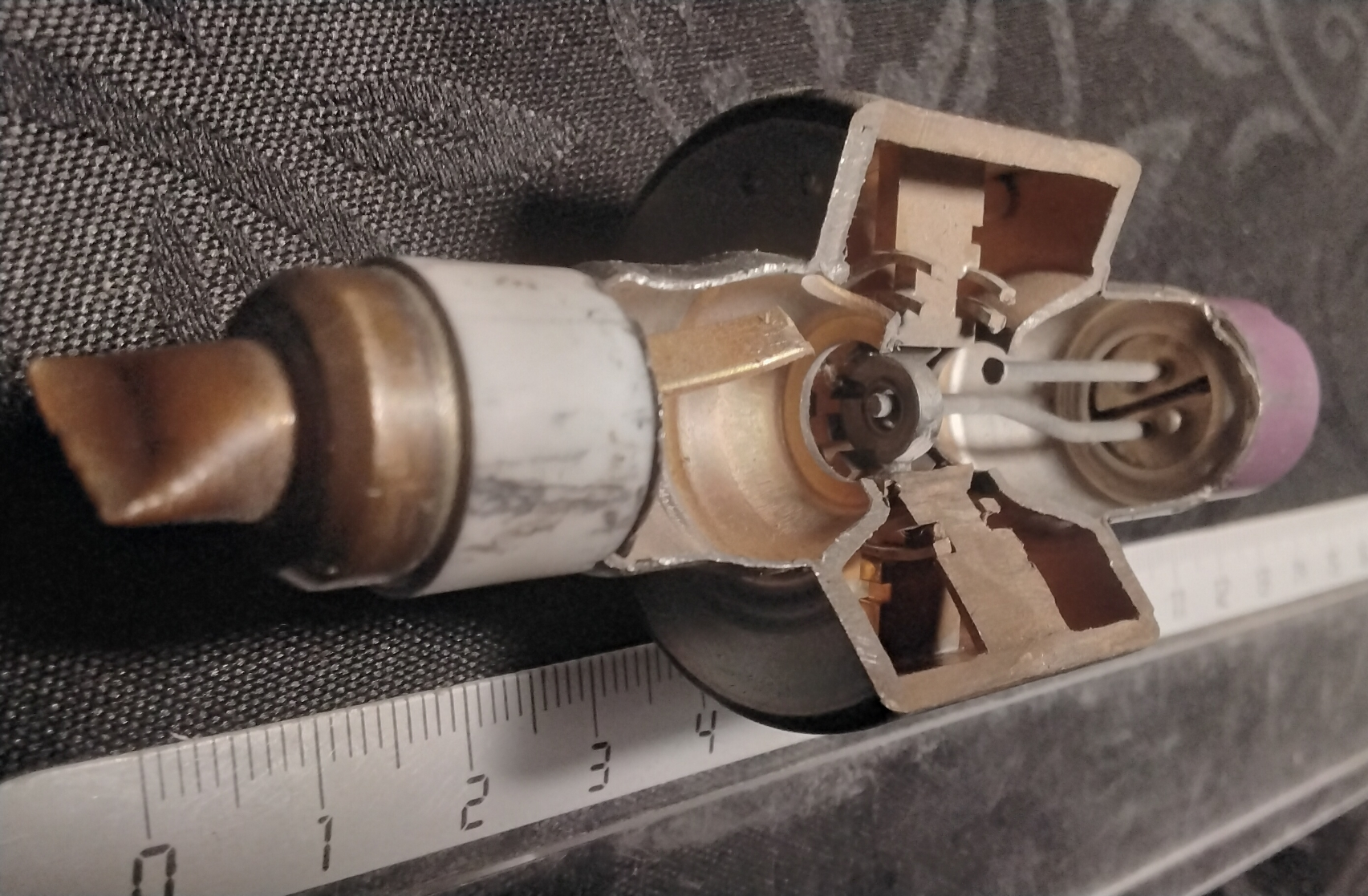
Magnetronbuis met links de antenne, rechts twee elektrodes; de buis wordt tussen twee ronde vaste magneten gemonteerd. Zowel een elektrisch als een magneetveld werken op de resonantieholte in het midden van de buis.

Een magnetronoven is een oven met daarin een onderdeel dat microgolven produceert; dit is het eigenlijke magnetron. Dat onderdeel heeft de vorm van een vacuümbuis. Daarin worden elektronen in een magnetisch veld bewogen zodat elektromagnetische straling van een vaste frequentie ontstaat. Deze wordt geleid naar de ruimte met het voedsel. De frequentie is meestal 2,45 GHz en de golflengte ongeveer 13 cm (in de UHF-band).
Er is sprake van resonantie in de elektronenbuis, in de antenne en bij de afsluiting langs de randen van de deur, maar (anders dan er vaak gedacht wordt) niet in het voedsel. De gekozen frequentie is dan ook niet kritisch.
Voedsel bestaat net als veel andere materie grotendeels uit moleculen. De moleculen bewegen chaotisch. De gemiddelde bewegingsenergie van die moleculen wordt waargenomen als de temperatuur van het voedsel. Heet voedsel bestaat uit sneller bewegende moleculen dan koud voedsel.
De meeste moleculen zijn elektrisch neutraal. Een groot deel heeft een elektrisch dipoolmoment, dat wil zeggen dat het ene uiteinde een positieve lading bezit en het andere uiteinde een even grote, maar negatieve lading. De lading is dus niet gelijkmatig verdeeld over het molecuul. Zo'n molecuul wordt dan polair genoemd (moleculen waarbij de lading gelijkmatig verdeeld is zijn apolair). De moleculen van water, suiker en eiwit zijn bijvoorbeeld polair. Bijvoorbeeld vetten zijn daarentegen betrekkelijk apolair, omdat ze voor het grootste deel uit lange apolaire ketens bestaan.
De golven kunnen de magnetron niet uit, ze weerkaatsen tegen de metalen wanden en het gaas in de deur. Alle energie blijft beschikbaar in de oven. De golven dringen wel een paar cm door in het voedsel. Daar kunnen ze hun energie kwijt. Alleen de polaire moleculen in het voedsel, bijvoorbeeld de watermoleculen, reageren op het elektromagnetisch veld. Die moleculen gaan verdraaien om in lijn te komen met het veld op dat moment, maar dat kost tijd en steeds opnieuw verandert het veld 180 graden van richting. Zo blijven ze zich verdraaien. De gemiddelde draaisnelheid van die moleculen neemt daardoor toe. Dat is hetzelfde als verhoging van de temperatuur van dat gedeelte van het voedsel. Gedeelten zonder polaire moleculen warmen niet op, althans niet hierdoor. Door warmteoverdracht via contactgeleiding en warmtestraling (andere frequentie) verdeelt de warmte zich langzaam alsnog over alle voedsel.
De watermoleculen in ijs zijn polair en willen wel draaien, maar ze zitten te vast om te draaien. Daarom warmt ijs slecht op in een magnetron. Dit gebeurt wel na het toevoegen van water, dat neemt alle beweging op en geeft dat meteen door aan het ijs.
Omdat de golven binnen de ruimte van de oven blijven, ontstaan daar door interferentie staande golven; hierdoor is de opwarming op sommige plekken heviger dan op andere. Om deze reden is de magnetron meestal voorzien van een draaiplateau, zodat de energie gelijkmatiger over alle delen van het op te warmen voedsel verdeeld wordt. Om staande golven te voorkomen gebruiken sommige constructeurs een draaiende antenne of een ovenruimte die geen rechthoekige doosvorm heeft.
De ovenruimte waarin het voedsel bereid wordt, moet een kooi van Faraday zijn om ervoor te zorgen dat de straling niet naar de omgeving ontsnapt. Daarom is de glazen deur van de magnetron voorzien van een geleidend metaalrooster om de afscherming door de deur te realiseren en een schakelaar om de magnetron uit te schakelen zodra de deur geopend wordt. De microgolfstraling heeft een golflengte van ongeveer 13 cm, dat is veel groter dan de mazen van dat rooster en kan niet passeren, maar licht, ook een vorm van elektromagnetische straling maar met veel kortere golflengtes, kan dat wel.

## Gebruik
De magnetron kan worden gebruikt bij het ontdooien van diepgevroren voedsel, voordat het bereid wordt in de oven of op het fornuis. Ook is het apparaat geschikt om reeds bereid voedsel uit de koelkast snel op te warmen.
Voor het bereiden van voedsel is de magnetron volgens sommigen niet in alle opzichten geschikt. Er wordt onder meer gewaarschuwd tegen de straling en tegen het verwarmingsproces dat de voedingsstoffen uit het eten zou verwijderen. Wetenschappelijk onderzoek heeft echter geen enkel negatief effect op het bereide voedsel kunnen aantonen. Volgens een publicatie van de Harvard Medical School is het bereiden van groenten met de magnetron voor de voedingswaarde zelfs beter dan gewoon koken, omdat de voedingsstoffen beter behouden blijven.
Niet alle voedsel wordt even smakelijk als bij de gebruikelijke bereidingswijze. Doordat de warmte gelijkmatig in de buitenste 2 cm van het gerecht ontstaat, is er geen 'korstvorming' of krokant laagje. Daartegenover staan enkele voordelen:
- Appelmoes, rabarbermoes en andere gestoofde vruchten kunnen eenvoudig in de magnetron worden bereid zonder dat daar continu iemand bij moet blijven en moet roeren.
- Een witte saus van boter, bloem en melk kan in de magnetron worden bereid zonder klonteren en aanbranden.
- Veel groenten behouden hun smaak en kunnen zonder zout worden bereid.
- sperziebonen kunnen goed en precies worden gekookt in zo'n oven, juist doordat de toegevoegde energie nauwkeurig kan worden gedoseerd.
- Een aantal gerechten is relatief snel te bereiden, bijvoorbeeld aardappels in 8-10 minuten en zalm in in enkele minuten.

In combinatie met een conventioneel verwarmingselement zoals in een oven kunnen in een magnetron voedingsmiddelen gebraden worden, wat een smakelijker resultaat oplevert.
Er zijn veel kant-en-klaarmaaltijden te koop die speciaal zijn ontwikkeld voor de magnetron.

## Veiligheid
Grote risico's bij gebruik van een magnetron zijn niet aangetoond, maar door het te kort of ongelijkmatig verhitten van eerder bereide kliekjes bestaat de kans dat niet alle bacteriën gedood worden, met een kans op voedselvergiftiging.
Metaal en metaalbevattende folie horen niet in de magnetron thuis. Omdat deze de straling weerkaatsen, bereikt minder straling het voedsel. Bovendien kan het stralingselement oververhit raken als het te veel gereflecteerde straling terug ontvangt. Ook kunnen rond het metalen voorwerp vonken optreden en metaaldampen ontstaan die op het eten neerslaan. Er zijn speciale metalen verpakkingen die wel geschikt zijn voor in de magnetron. Deze hebben geen scherpe uiteinden.
Tevens zijn niet alle kunststoffen veilig in de magnetron. Plastic bakken die veilig voor de magnetron zijn, hebben een tekst erop staan die dit aangeeft. Ook polystyreen wegwerpartikelen en plastic tassen zijn niet veilig in de magnetron: delen ervan kunnen in het voedsel terechtkomen.
Ook op serviesgoed wordt aangegeven of dit magnetronbestendig is, aangezien niet alle soorten servies geschikt zijn voor de magnetron.
Glas en keramiek zijn wel veilig. Wel moet uitgekeken worden voor drinkbekers die zijn voorzien van metalen versieringen, deze kunnen wel vonken geven.
De microgolven die zouden ontsnappen als de kooi van Faraday onverhoopt lek zou raken zouden zeer gevaarlijk kunnen zijn, en in de magnetron (vooral oudere) zit een hoogspanningstransformator die 2 kV levert met een piekstroom van 2 A, wat gemakkelijk een mens kan doden. De antenne van de magnetronbuis bevat ook longschadelijk materiaal dat kan vrijkomen bij beschadiging (dan verandert het in stof lichter dan lucht), namelijk beryllium.
Ook bevat de magnetron een hoogspanningscondensator met een hoogspanningsdiode om de spanning gelijk te richten zodat de magnetronbuis langer meegaat en genoeg spanning krijgt.

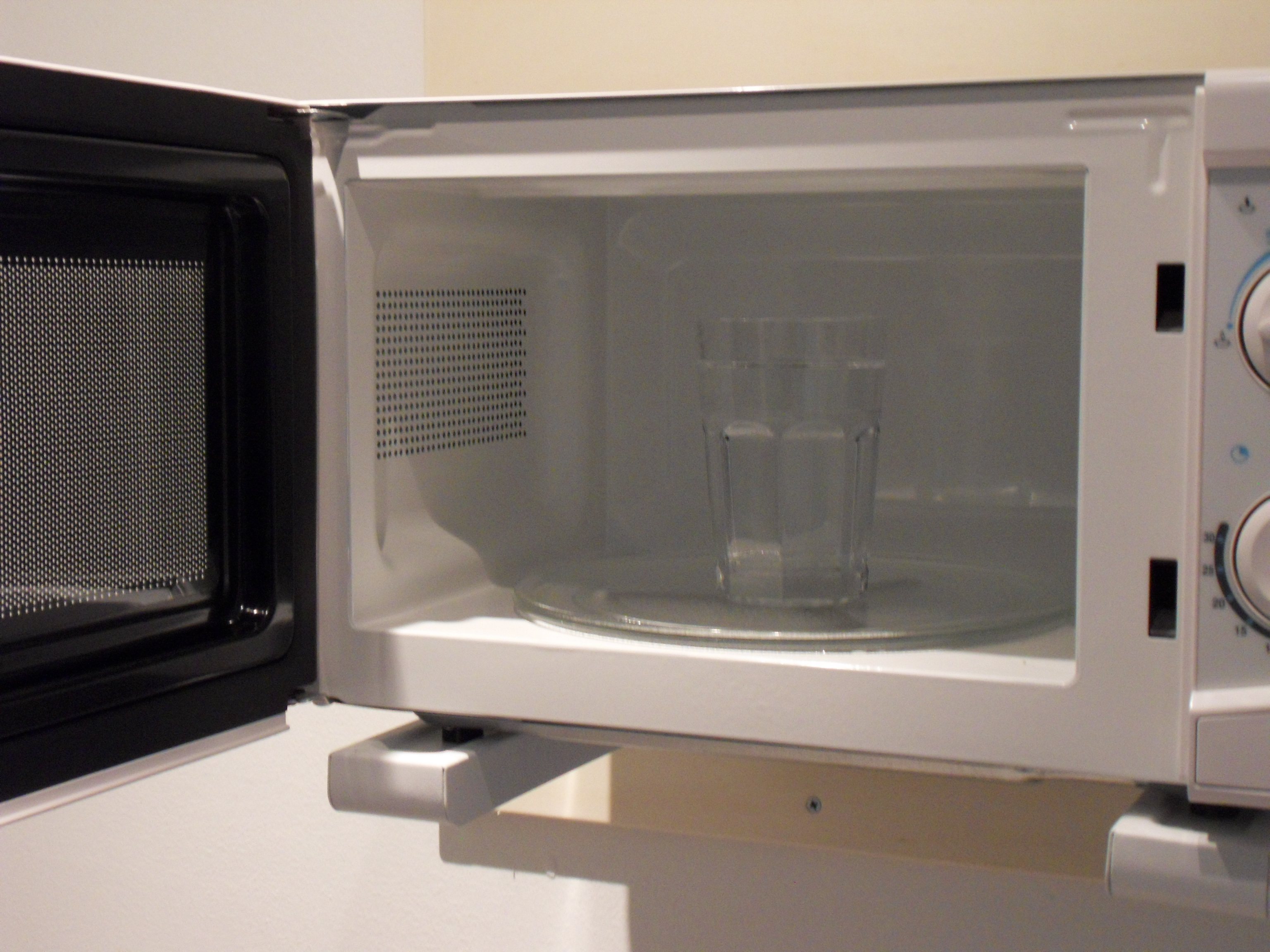
Er moet opgelet worden met vloeistoffen in een magnetron.

Er bestaat een kans op superverhit water. Dat is water van 100 °C of meer dat nog steeds vloeibaar is. Normaal gesproken gaat water borrelen als het kookt, zodat de waterdamp kan ontsnappen. De aanzet daarvoor wordt vaak gedaan door kalk en mineralen in het water, of door oneffenheden van het voorwerp waar het water in zit, bijvoorbeeld een beker of glas. Bij gedestilleerd water, of water met weinig mineralen komt dat proces soms niet op gang. Pas als er een voorwerp zoals een theelepeltje, of wat suiker in aanraking komt met het water, zal het opeens gaan borrelen en zelfs uit de beker spatten.
In 1989 waren er pogingen om de opvatting dat door magnetrons de voedingswaarde van voedsel wordt verminderd, te onderzoeken. Men slaagde er echter niet in om dit aan te tonen. Algemene uitspraken daarover zijn lastig, omdat de waarden voor voedingsmiddelen sterk van elkaar verschillen en steeds rekening moet worden gehouden met andere manieren van verhitting. In hoeverre door magnetronverhitting de moleculaire structuur van het voedsel verandert en wat de gevolgen daarvan zijn voor de mens, is onvoldoende aantoonbaar.

## Radiocommunicatie
Aangezien consumentenmagnetrons de frequentie van 2,45 GHz gebruiken, is deze vanwege de hoge dichtheid van magnetrons in huishoudens praktisch onbruikbaar voor radiocommunicatie. Als gevolg daarvan is internationaal afgesproken dat deze frequentie vrij gebruikt kan worden zonder licentie. Zo werken bijvoorbeeld sommige vormen van wifi (draadloos computernetwerk), draadloze huistelefoons, babyfoons en bluetooth vanaf 2,4 GHz.